# Officine Fiore
Le Officine Fiore sono state un'azienda ferroviaria italiana, fondata ad Ercolano (NA) nel 1920 e confluita nella Firema Trasporti nel 1993, specializzata nella costruzione di veicoli ferroviari e tramviari.

## Storia
Il nome deriva dal nome del suo fondatore che era un industriale specializzato nel settore del legno e che creò la sua azienda ad Ercolano, paese in provincia di Napoli, nel 1920. Nell'immediato dopoguerra, nel 1946, l'azienda cambiò radicalmente e riconvertì le proprie officine con nuove attrezzature per la riparazione del materiale rotabile ferroviario. Nel 1958 iniziò la produzione di carrozze ferroviarie.
L'azienda sviluppò e costruì a Caserta, nel 1963, una seconda unità produttiva, dedicata alla costruzione di attrezzature a fune tranviaria. Fu anche creato un reparto per la manutenzione e riparazione dei veicoli militari gommati e cingolati, dotato di sale prova per motori a combustione.
Nel corso dei suoi anni di attività produttiva, l'azienda ha prodotto per conto delle Ferrovie Italiane notevoli quantità di materiale rotabile in acciaio: carrozze passeggeri, vagoni di ogni tipo e locomotive. Nel 1979 l'azienda si aggiudica numerose gare d'appalto trasformate in commesse per la fornitura di materiale rotabile in lega leggera, che le conferiscono un nuovo sviluppo ed una nuova specializzazione produttiva. Nel 1990 l'azienda sarà la prima in Italia ad acquisire un binario elettrificato a 3,0 kV per effettuare prove a piena potenza sui rotabili. Successivamente lo stabilimento è stato dotato delle stesse apparecchiature con alimentazione a 25 kV.
Nel 1992 tutte le attività produttive di Ercolano vennero trasferite nello stabilimento di Caserta. Nel 1993 l'azienda è stata incorporata, assieme ad altre società, nella Firema Trasporti. Lo stabilimento è associato a quello delle Officine Meccaniche Casertane, costituendo l'attuale sito produttivo di Caserta che è oggi la più grande unità produttiva italiana nel campo delle costruzioni ferroviarie.